# Limite di funzioni a più variabili
In analisi matematica, il limite di funzioni a più variabili è un caso particolare del concetto generale di limite di una funzione, applicato a funzioni del tipo:
{\displaystyle f:X\to \mathbb {R} ^{m}}
dove {\displaystyle X} è un sottoinsieme dello spazio euclideo {\displaystyle n}-dimensionale {\displaystyle \mathbb {R} ^{n}}.
Il limite di una funzione a più variabili è spesso calcolato con criteri ad hoc e presenta aspetti specifici, non presenti per una funzione qualsiasi. 

## Definizione
La definizione di limite per una funzione a più variabili segue da quella più generale per funzioni fra spazi metrici. In particolare, una funzione {\displaystyle f:X\to \mathbb {R} ^{m}} definita su un insieme {\displaystyle X} di {\displaystyle \mathbb {R} ^{n}} ha limite {\displaystyle l} in un punto di accumulazione {\displaystyle x_{0}} per {\displaystyle X} se per ogni numero reale {\displaystyle \epsilon >0} esiste un numero reale {\displaystyle \delta >0} tale che:
{\displaystyle \|f(x)-l\|<\epsilon } per ogni {\displaystyle x} in  {\displaystyle X} con {\displaystyle 0<\|x-x_{0}\|<\delta }.
La definizione fa uso della norma per vettori in {\displaystyle \mathbb {R} ^{n}} e di una notazione vettoriale compatta per il punto {\displaystyle x}. Se esiste il limite {\displaystyle l}, questo è unico per il teorema di unicità del limite, e si indica ugualmente con:
{\displaystyle l=\lim _{x\to x_{0}}f(x)}
In due variabili si possono ancora scrivere tutte le componenti senza creare una notazione troppo pesante e quindi si troverà scritto, per un limite in {\displaystyle \mathbb {R} ^{2}}:
{\displaystyle l=\lim _{(x,y)\to (x_{0},y_{0})}f(x,y)}

## Componenti
Può risultare utile scrivere le componenti {\displaystyle f_{1},f_{2},\dots f_{m}} della funzione {\displaystyle f} e notare che la nozione:
{\displaystyle \lim _{x\to x_{0}}f(x)=l}
è equivalente a:
{\displaystyle \lim _{\mathbf {x} \to \mathbf {x_{0}} }f_{1}(\mathbf {x} )=l_{1}}
{\displaystyle \vdots }
{\displaystyle \lim _{\mathbf {x} \to \mathbf {x_{0}} }f_{m}(\mathbf {x} )=l_{m}}
dove {\displaystyle l=(l_{1},\ldots ,l_{m})}.

## Esempio
Il limite seguente non esiste:
{\displaystyle \lim _{(x,y)\to (0,0)}{\frac {x}{\sqrt {x^{2}+y^{2}}}}}
Infatti si ottengono valori diversi del limite avvicinandosi al punto {\displaystyle (0,0)} da direzioni diverse. Ponendo {\displaystyle y=0} e calcolando il limite destro, si ottiene:
{\displaystyle \lim _{x\to 0^{+}}{\frac {x}{\sqrt {x^{2}+0^{2}}}}=1}
Mentre sulla retta {\displaystyle x=0} si ricava:
{\displaystyle \lim _{y\to 0}{\frac {0}{\sqrt {0^{2}+y^{2}}}}=0}
Nel caso in più variabili la "direzione", ovvero la curva lungo la quale si calcola un limite è di fondamentale importanza: se una funzione ha limite nel punto, questo non deve dipendere dalla "direzione scelta".

## Calcolo
Per calcolare il limite di una funzione di due variabili {\displaystyle z=f(x,y)} in un punto {\displaystyle (x_{0},y_{0})}, un primo metodo consiste nel fare un cambiamento di variabili in coordinate polari:
{\displaystyle {\begin{cases}x=x_{0}+\rho \cos \theta \\y=y_{0}+\rho \sin \theta \end{cases}}}
e si compone la funzione: 
{\displaystyle f(x,y)=F(x_{0}+\rho cos\theta ,y_{0}+\rho \sin \theta )}
Inoltre vale il teorema:
{\displaystyle \lim _{(x,y)\to (x_{0},y_{0})}f(x,y)=\lim _{\rho \to 0}F(x_{0}+\rho \cos \theta ,y_{0}+\rho \sin \theta )=L}
in modo però uniforme rispetto a {\displaystyle \theta }, cioè l'ampiezza dell'intervallo di {\displaystyle \rho } tale che le immagini siano tutte contenute in un qualsiasi intorno dello 0 deve essere indipendente da {\displaystyle \theta }.
Un altro metodo invece è quello di calcolare il limite secondo le diverse curve passanti per {\displaystyle (x_{0},y_{0})}, cioè, all'avvicinarsi a {\displaystyle (x_{0},y_{0})}, secondo diverse direzioni:
{\displaystyle {\begin{cases}x=x(t)\\y=y(t)\end{cases}}}
componendo la funzione {\displaystyle f(x,y)=F[x(t),y(t)]}
{\displaystyle \lim _{t\to t_{0}}F[x(t),y(t)]=L}
dove {\displaystyle (x_{0},y_{0})=(x(t_{0}),y(t_{0}))}.
In generale, con quest'ultimo metodo è estremamente difficile calcolare il limite, poiché si dovrebbe calcolarlo per tutte le infinite direzioni che avvicinano {\displaystyle (x_{0},y_{0})}; perciò il metodo è utile per negare l'esistenza di un ipotetico limite (come fatto nell'esempio precedente), usando il teorema delle restrizioni.